# Katherine Rundell
Katherine Rundell (Pembury, 1987) is een Engelse auteur en academicus. Ze schrijft voornamelijk kinderboeken. Veel van haar boeken zijn in de prijzen gevallen. Zo won haar boek Rooftoppers uit 2015 een Blue Peter Award en de Waterstones Children's Book Prize. Haar boek The Explorer won in 2017 de Costa Book Award voor het beste kinderboek.
In 2022 schreef Rundell haar eerste biografie. Het boek Super-Infinite: The Transformations of John Donne over de Engelse dichter John Donne viel meteen in de prijzen. Ze won hiermee de Best First Biography Prize (Prijs voor beste debuutbiografie), uitgereikt door de Britse Biografieclub.

## Jeugd en studie
Rundell is geboren in Kent, maar groeide grotendeels op in Zimbabwe, waar haar vader diplomaat was en haar moeder docent Frans. Op haar veertiende verhuisde het gezin naar Brussel.
Ze voltooide haar bachelorstudie aan St Catherine's College, Oxford in 2008. Tijdens deze periode ontwikkelde ze een interesse in het beklimmen van daken. Dit leidde uiteindelijk ook tot het schrijven van haar boek Rooftoppers.